# Echinorhinus
Echinorhinus és un gènere de taurons esqualiformes de la família Echinorhinidae que comprèn només dues espècies.

## Taxonomia
- Echinorhinus brucus
- Echinorhinus cookei